# Miteni
Miteni è stata una società chimica italiana di proprietà di WeylChem (ICIG). Produceva intermedi contenenti fluoro principalmente per l'industria tessile, agrochimica e farmaceutica. Un ramo della produzione forniva gli ingredienti principali per le schiume antincendio e le scioline al fluoro.
La società è fallita in seguito alla contaminazione della falda freatica - a partire da Trissino e ha coinvolto tutto il Veneto centro-occidentale, fino al mare - con tensioattivi perfluorurati (gli inquinanti per sempre, "forever chemicals", conosciuti come PFAS) soprattutto PFOA, GenX e C6O4.

## Storia
Miteni è stata fondata nel 1965 come centro di ricerca dal Conte Giannino Marzotto inizialmente con il nome di RiMAr (Ricerche Marzotto). Quasi dall'inizio, venne utilizzata la fluorurazione elettrochimica per la produzione di acidi carbossilici perfluorurati usati per impermeabilizzare i tessuti. 
La prima produzione importante si concentra in particolare sul perfluoroottancarbossilato di ammonio (denominato con la sigla APO dall'azienda, APFO in inglese) che scaricato in acqua diventava acido perfluoroottanoico, il celeberrimo PFOA sintetizzato dalla 3M per la prima volta nel 1947 e venduto alla DuPont per l'altrettanto celeberrimo Teflon (brevettato nel 1951) usato nelle padelle antiaderenti e nei tessuti impermeabili. Diventerà la maggiore produttrice al mondo del PFOA insieme con la 3M, arrivando a una produzione di 12 tonnellate l'anno.
Contemporaneamente viene implementato il processo a scambio di alogeno (HALEX) e la chimica dei sali di diazonio per la produzione di aromatici fluorurati. Inizia così negli stessi anni la produzione dei nitroalogenoderivati (NAD) che comprendono il BTF, benzotrifluoruro (base di pesticidi e fitofarmaci), come alternativa economico-produttiva agli stessi perfluoroalchilici, di cui già iniziano a trapelare la pericolosità grazie allo scambio di informazioni con i laboratori americani.
Nel 1977, a causa di un grave inquinamento, soprattutto di BTF, la fabbrica viene bloccata per 14 mesi e i comuni a valle forniti con autobotti (militari, dalla Caserma Ederle), alcuni dei quali costretti a cambiare la fornitura acquedottistica. Il Conte Giannino Marzotto sarà portato a processo ed assolto con un escamotage giuridico. 
Nel 1985 entra in società con la EniChem Synthesis S.p.A.
Nel 1988, EniChem e Mitsubishi S.p.A. (controllata dalla Mitsubishi Corpoporation) rilevano del tutto la società, con l'uscita del Conte Marzotto, e nel 1992 cambiano il nome in Miteni S.p.A. (Mitsubishi-Eni). Nel 1996, Mitsubishi acquisisce il 100% delle azioni. 
Nel 2009, la società viene venduta all'ICIG, proprietaria anche del gruppo farmaceutico Cordenpharma.
Nel 2011-14 si passa dalla produzione dei Pfas di vecchia generazione a quelli di nuova generazione, GenX e C6O4, ricavati da rifiuti tossici importati dall'olandese Chemours (DuPont).
Nel 2011 i ricercatori CNR-IRSA Stefano Polesello e Sara Valsecchi scoprono presso le acque di scarico della Miteni la più alta concentrazione al mondo di Pfas, puntuale, mai trovata: 4834 μg/l (4,8 milioni di ng/l) per il perfluorobutansolfonato (PFBS). Nel 2013 le autorità si muovano ufficialmente, promulgando l'emergenza Pfas agli organi competenti, cercando di mitigare il danno con una prima filtrazione e primi approfondimenti sanitari, ma senza avvertire di fatto i cittadini.
Solo a seguito di una grande mobilitazione popolare con numerose attività, assemblee, processi, a partire dalla Marcia dei Pfiori del maggio 2016, dalle successive analisi indipendenti e mozioni contro l'inazione delle autorità del Veneto, la fabbrica perde credibilità, fino alla richiesta di chiusura.
Il 26 ottobre 2018 il consiglio di amministrazione della società delibera il deposito di un'istanza di fallimento.
La società MITENI S.p.A. di Trissino viene dichiarata fallita con sentenza datata 9 novembre 2018.
Dal 26 aprile 2021 è in corso presso la Corte d'Assise di Vicenza il processo contro i proprietari e i dirigenti della Miteni, le multinazionali Mitsubishi, ICIG, considerato il più importante processo ambientale d'Italia e uno dei più grandi processi ambientali attualmente in Europa. La sentenza di primo grado è stata emessa il 26 giugno 2025 e ha previsto11 condanne e 4 assoluzioni per i vertici aziendali che si sono susseguiti alla guida della ex Miteni, con pene che vanno da 2 anni e 8 mesi a 17 anni e mezzo, per un totale di 141 anni di carcere. La corte ha riconosciuto risarcimenti per oltre 300 parti civili, inclusi privati ed enti pubblici. Il ministero dell’Ambiente ha ottenuto un risarcimento di 58 milioni di euro, la regione Veneto per 6,5 milioni, la provincia di Vicenza per 151 000 euro e l’Arpa Veneto per 844 000 euro. Le singole persone colpite hanno ottenuto indennizzi dai 15 ai 20 000 euro.

## Inquinamento
La RiMar prima, e poi la Miteni si sono distinte per due gravissimi casi di inquinamento delle acque potabili: nel 1977, a seguito di diverse segnalazioni di acqua dal colore intenso distribuita in diversi comuni dell'Ovest Vicentino (Sovizzo-Creazzo-Altavilla), si identificò la fonte dell'inquinamento nell'allora Rimar di Trissino, e le sostanze disperse nei Nitroalogenoderivati (NAD), più tardi chiamati anche BTF, inquinamento che diede vita ad un processo che però non portò a nessuna condanna.
La Miteni è stata citata nello scandalo delle navi dei veleni, per il caso della nave Zanoobia nel porto di Koko in Nigeria negli anni '80.
La Miteni è salita alle cronache nazionali ed internazionali per la scoperta pubblicata nella primavera del 2013 (ma studi sull'inquinamento da queste sostanze erano finanziati dalla UE dal 2006, e analisi erano in corso in Veneto a più riprese dal 2011), di una grave dispersione nelle acque potabili, di falda e superficiali in tre provincie del Veneto (Padova, Verona e Vicenza) e in una trentina di comuni, di sostanze appartenenti al gruppo dei tensioattivi perfluorurati (PFAS) fra cui PFBA, PFPeA, PFBS, PFHxA, PFHpA, PFBS, PFOS PFOA, GenX e C6O4.
La sorgente è stata indicata da ARPAV nello stabilimento Miteni nel settembre del 2013. Alcune di queste sostanze, liberate dal sito produttivo inquinato sono state trovate anche nel Po, provenienti dal bacino del Tanaro, soprattutto per la produzione della Solvay di Spinetta Marengo, azienda che collaborava con la Miteni fino alla chiusura degli impianti. 
Impianti e brevetti della Miteni sono stati spostati in India.